# Бабак Олександр Петрович
Баба́к Олекса́ндр Петро́вич (нар. 6 червня 1957, Київ) — український художник, член Національної спілки художників України (з 1988 року). Нагороджений орденом «За заслуги» ІІІ ступеня. Представник Нової хвилі, член арту-гурту Живописний заповідник (1991—1995).

## Біографія
Народився у Києві. У 1984 році закінчив Київський державний художній інститут, педагоги з фаху Микола Стороженко, Вілен Чеканюк. Працює в галузі станкового та монументального живопису. З 1988 року Член Національної спілки художників. З 1992-го по 1995 роки був активним учасником «Живописного заповідника» — впливової групи художників в новітній історії українського мистецтва.

## Основні твори
- «Портрет дружини» (1988).

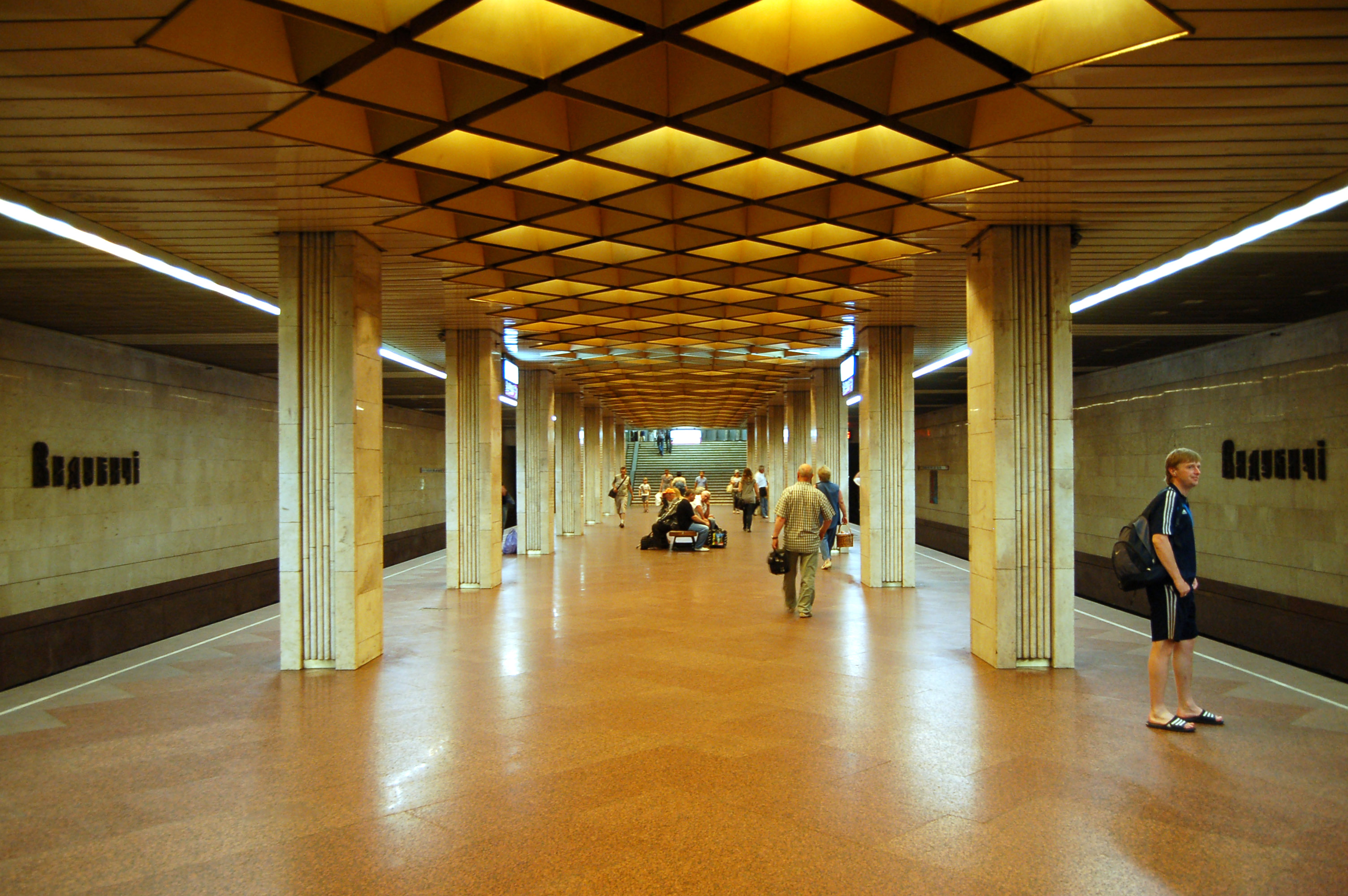
Станція метро «Видубичі»

- Станція метро «Видубичі» (у співавторстві, 1992).
- Астрономічна обсерваторія АН України (1993).
- Авторський проєкт «Опішня» (2000).

## Нагороди
- «Золотий перетин» 1-го і 2-го міжданародних арт—фестивалів (1996—1997рр);
- Орден «За заслуги» 3-ї ступені (2009 р.).

## Персональні виставки
- 2013 «Узбіччя», Карась Галерея
- 2011 «Острова», живопис, Галерея «Триптих АРТ», Київ
- 2011 «Grisaille» Боттега галерея, Київ
- 2010 «Зима 2009—2010», живопис, Карась Галерея, Київ[3]
- 2009 «Паркан», живопис, Міжнародний фестиваль сучасного мистецтва «ГОГОЛЬFEST», Tatiana Mironova Gallery (Kiev, Ukraine) «Мистецький Арсенал», Київ 2008
- 2008 «Історії», живопис, «Я Галерея», Київ
- 2007 «Оголена», живопис, «Я Галерея», Київ
- 2006 «Гурзуф», живопис, Карась Галерея, Київ[4]
- 2005 «Минулий рік», живопис, Карась Галерея, Київ[5]
- 2004 «Козак Мамай. Українська народна картина», живопис, Національний художній музей, Київ
- 2004 «Тамара», живопис, Карась Галерея, Київ[6]
- 2004 «Коди землі», живопис, Український дім, Київ
- 2003 «Графіка. Вибране», живопис, Карась Галерея, Київ[7]
- 2002 «Зима 2001—2002», живопис, Карась Галерея, Київ
- 2001 «Ретроспектива», Національний художній музей, Київ
- 2001 «Перехрестя», живопис, Художній музей, Відень, Австрія
- 2000 «Опішня», пленер, Київ
- 2000 «Реконструкція V», живопис, ЦСМ «Совіарт», Київ
- 1998 «Сім вправ», живопис, ЦСМ «Совіарт», Київ
- 1998 «Парсуна», живопис, Спілка художників України, Київ
- 1997 «Re-конструкції», Спілка художників України, Київ
- 1997 «Ретроспекція», Карась Галерея, Київ
- 1997 «Ретроспекція», живопис, Карась Галерея, Київ[8]

## Колекції
- Національний художній музей, Київ
- ЦСМ «Совіарт», Київ
- Національний банк Україна
- Хмельницький художній музей
- Приватні колекції Європи та Америки
- Колекція Нортона Джорджа (США, Нью-Джерсі)
- Карась Галерея

## Сім'я
- Дружина — Бабак Тамара Іванівна